# Kondovazena
Kondovazena (griechisch Κοντοβάζαινα (f. sg.), auch Kontovazena) ist ein Dorf mit 386 Einwohnern im Hochland von Arkadien auf dem Peloponnes in Griechenland. Bis 2010 bildete es eine selbständige Gemeinde, ab 1997 nach Eingemeindungen eine Stadtgemeinde (dimos). Zum 1. Januar 2011 wurde die Gemeinde mit sieben weiteren Gemeinden zur Groß-Gemeinde Gortynia fusioniert, in der Kondovazena seither einen Gemeindebezirk bildet.